# Хатуту
Хатуту (фр. Hatutu) — самый северный остров Маркизских островов. Входит в состав Французской Полинезии. В 1992 году объявлен заповедником.

## География
Остров Хатуту, расположенный в Тихом океане, отделён от соседнего острова Эиао, лежащим к юго-западу, проливом шириной 5 км. В 19 км к востоку находится остров Моту-Оне, в 105 км к югу — остров Нуку-Хива, ближайший к Хатуту населённый остров. Ближайший материк, Южная Америка, расположен в 7300 км.
Остров имеет вулканическое происхождение. Реки отсутствуют. Площадь Хатуту — 6,4 км². Высшая точка острова, расположенная в восточной части Хатуту, достигает 428 м. Сформировался около 4,9—4,7 млн лет назад и состоит преимущественно из базальта.
Хатуту — место гнездования голубоногой олуши (лат. Sula nebouxii) и эндемической птицы лат. Acrocephalus caffer (mendanae) postremus.

## История
Остров открыл американский мореплаватель Джозеф Ингрэм (англ. Joseph Ingraham) 21 апреля 1791 года и назвал остров Хэнкок (англ. Hancock Island) в честь губернатора штата Массачусетс. В 1793 году остров получил название Лэнгдон (англ. Langdon), а в 1798 году — Нексон (Nexon).

## Административное деление
Административно остров входит в состав коммуны Нуку-Хива.

## Население
В 2007 году Хатуту был необитаем.